# Sanahin
Pour l’article homonyme, voir Sanahin (Lorri).
Le monastère de Sanahin (en arménien Սանահին) est un monastère arménien situé au nord de l'Arménie, dans le marz de Lorri, et plus précisément dans le district de Toumanian. Il date du Xe au XIIIe siècle.

## Histoire
L'église principale qui est dédiée au saint Sauveur, a été construite sur l'initiative de la reine Khosrovanouch, femme du roi Achot III d'Arménie, entre les années 967 et 970. L'église comprend quatre chapelles latérales. Le narthex (gavit en arménien) adjacent à l'église a été édifié deux siècles plus tard, en 1181. Le monastère, jusqu'au XIIe siècle, appartenait à la famille des Kiourikides.
Le monastère a rejoint celui de Haghpat en 2000 sur la liste du patrimoine mondial de l'UNESCO, tous deux sous le numéro 777, car « ce bien est d'une valeur universelle exceptionnelle et constitue un exemple remarquable de l'architecture religieuse qui s'est développée en Arménie du Xe au XIIIe siècle ».

## Galerie

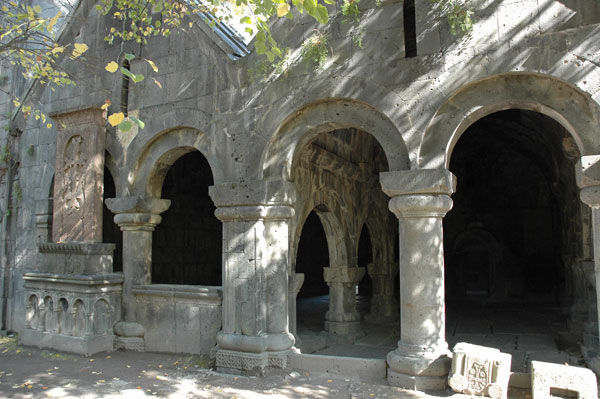
Gavit de Sainte-Mère-de-Dieu.
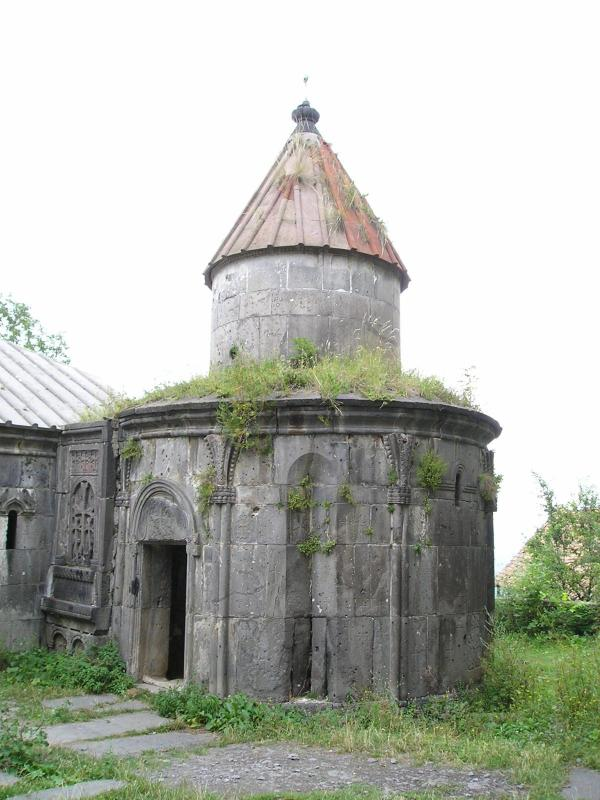
La chapelle Saint-Grégoire.
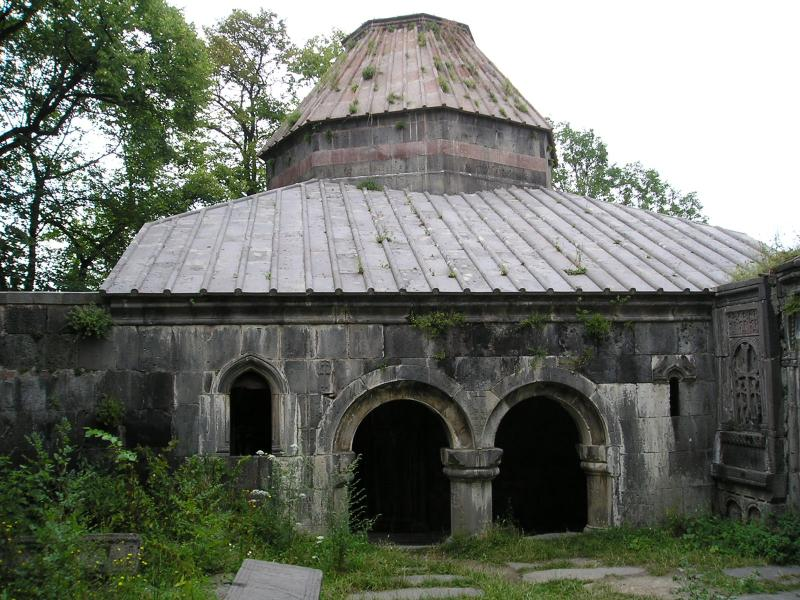
Le portique du matenadaran du monastère.
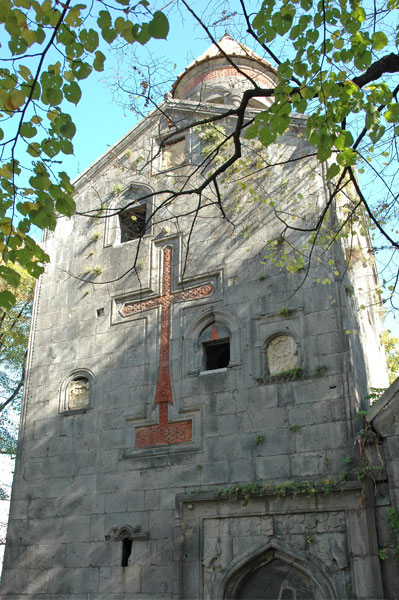
La tour-clocher.
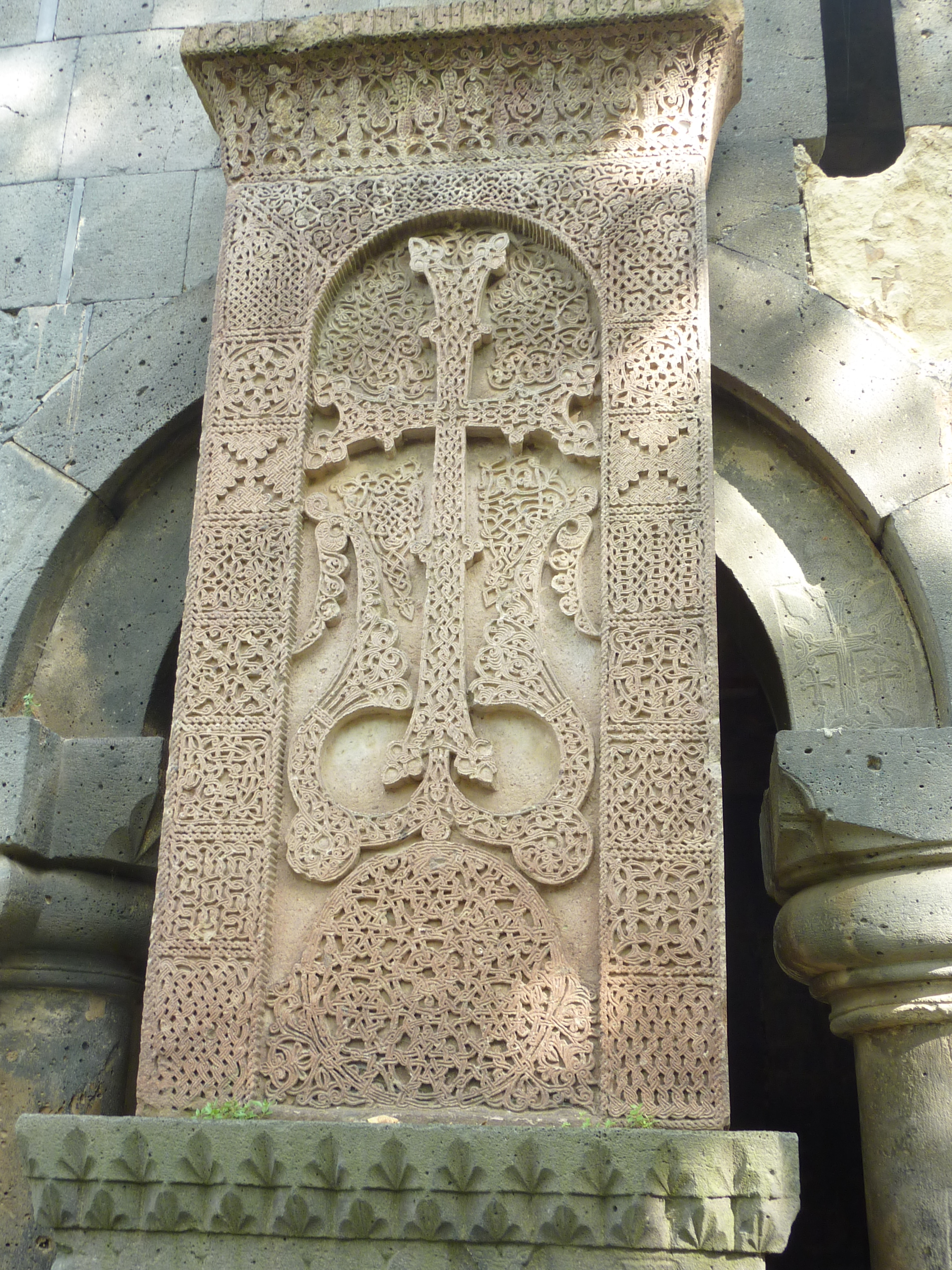
Khatchkar dans le monastère
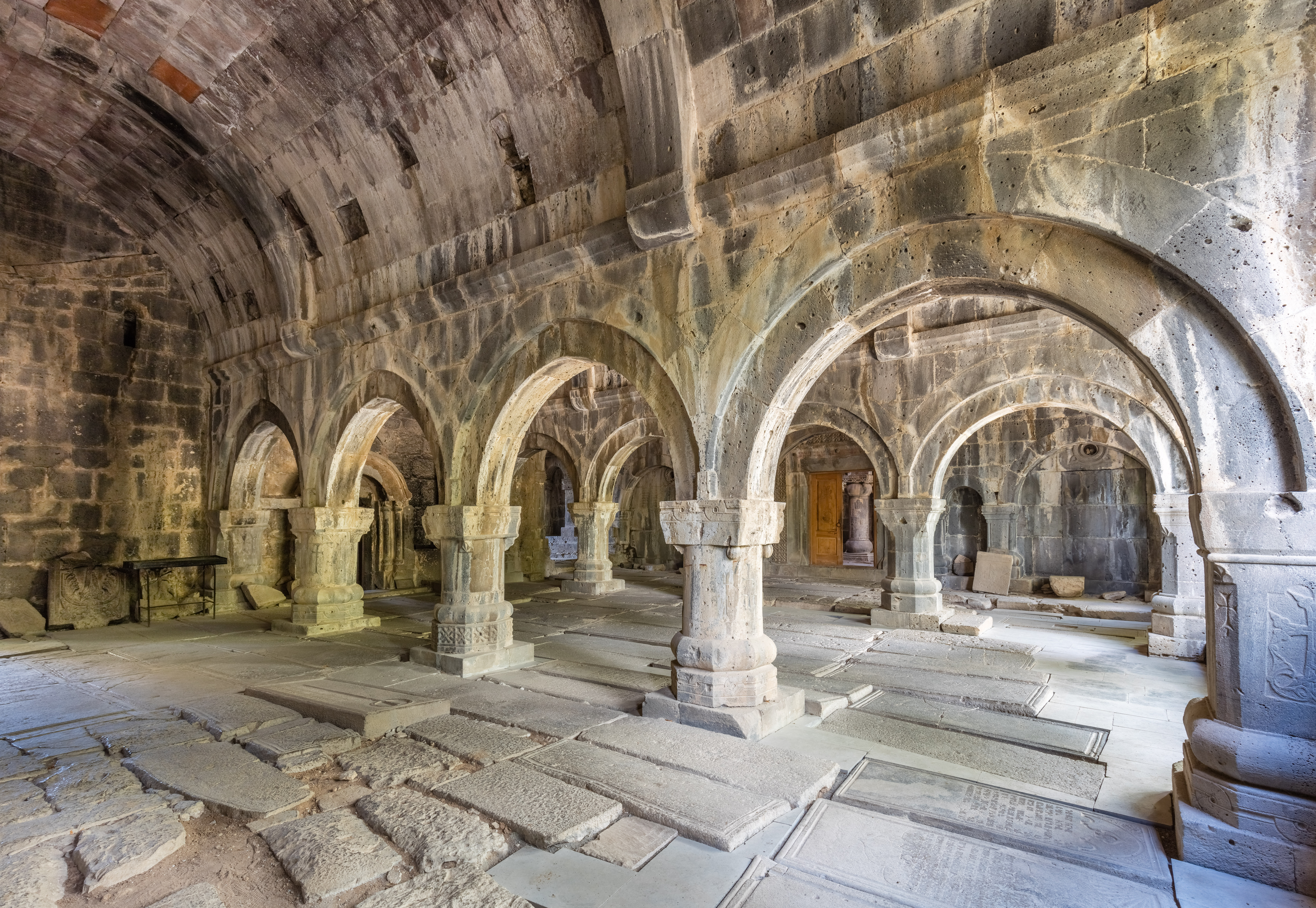
Les arches à l'intérieur du monastère